# 이권 (후한)
이권(李權, ? ~ 190년 이전)은 중국 후한 말의 정치가로, 자는 백예(伯豫)이며 익주(益州) 광한군(廣漢郡) 부현(涪縣)사람이다.

## 생애
익주의 강성한 호족이었으며, 유언(劉焉)의 밑에서 임공장(臨邛長)을 지냈다.
이외의 특별한 기록은 없으며, 왕함(王咸) 등 10여 명의 관리들과 함께 유언에게 처형되었다.

## 이권의 친족관계
권(權)━복(福)━양(驤)━수(壽)